# Cucullia stigmatophora
Cucullia stigmatophora är en fjärilsart som beskrevs av George Francis Hampson 1894. Cucullia stigmatophora ingår i släktet Cucullia och familjen nattflyn. Inga underarter finns listade i Catalogue of Life.